# 保利達工業
保利達工業為保利達集團的全資附屬公司，是澳門大型服裝公司，創辦於1962年。 除了從事服裝貿易，公司亦是一間集紡、織、印、染於一身的大型紡織企業。公司的客戶包括港鐵公司和新加坡航空。現時公司僱用員工超過1000名。

## 外部連結
- 保利達工業集團網站（页面存档备份，存于）